# Prophytroma tubularis
Prophytroma tubularis är en svampart som beskrevs av Sorokin 1877. Prophytroma tubularis ingår i släktet Prophytroma, divisionen sporsäcksvampar och riket svampar.   Inga underarter finns listade i Catalogue of Life.